# دی‌کی‌ان‌وای
دی‌کی‌ان‌وای (به انگلیسی: DKNY) شرکت پوشاک و خانه مد آمریکایی است، که در سال ۱۹۸۴ توسط دانا کرن تأسیس شد. دانا کرن در لانگ آیلند زاده شد و هنگامی که فقط ۳ سال داشت، پدرش گبی فاسک را از دست داد. پدرش خیاط و مادرش نیز فروشنده لوازم مد و مدل لباس بود. این برند از سال ۲۰۰۱ برای اولین بار وارد عرصه تولید لوازم آرایشی و بهداشتی شده‌است. دی‌کی‌ان‌وای هم‌اکنون در زمینه طراحی، تولید و عرضه پوشاک، کفش و کالاهای لوکس فعالیت می‌کند.

## فروشگاه‌ها
فروشگاه لندن در سال ۱۹۹۷ و فروشگاه نیویورک در سال ۱۹۹۹ بازگشایی شدند. فروشگاه مرکزی دی‌کی‌ان‌وای واقع در ۵۵۰ خیابان هفتم منهتن نیویورک است. در حال حاضر هفتاد فروشگاه و کالکشن دی‌کی‌ان‌وای، در سرتاسر جهان وجود دارد، که شامل کشورهایی مانند چین، امارات، کانادا و ولز، می‌شود.
این برند در سال ۲۰۰۵ برای اولین بار فروشگاه اینترنتی خود را افتتاح نمود و به فروش لباس‌های زنانه و مردانه، لباس زیر و … پرداخته‌است.

## سایر
در سال ۱۹۹۸ کرن و وایس بنیاد کرن وایس را تأسیس کردند که به تحقیقات مرتبط با سرطان تخمدان می‌پردازد و به افرادی که از این بیماری رنج می‌برند کمک می‌کند.
انجمن طراحان مد و فشن ایالات متحده تاکنون بیش از ۶ بار از دانا کرن بابت طراحی‌هایش تقدیر و تشکر کرده‌است.
همچنین وی در سال ۲۰۱۰ کاندید برترین طراح لباس زنانه شده‌است. او در سال ۲۰۰۳ به عنوان اولین طراح مد آمریکایی جایزه «سوپر استار» را از گروه طراحان بین‌المللی دریافت نموده‌است. همچنین در سال ۲۰۰۷ مجله گلامور وی را در لیست زنان سال قرار داده‌است.